# Baďan
Baďan (hongrois : Bagyan) est un village de Slovaquie situé dans la région de Banská Bystrica.

## Histoire
Première mention écrite du village en 1262.

## Démographie

### Évolution de la population
| Année:               | 1994. | 2004.   | 2014.   | 2024.    |
| -------------------- | ----- | ------- | ------- | -------- |
| Nombre de personnes: | 230   | 222     | 203     | 148      |
| Différence:          |       | -3,47 % | -8,55 % | -27,09 % |

| Année:               | 2023. | 2024.   |
| -------------------- | ----- | ------- |
| Nombre de personnes: | 149   | 148     |
| Différence:          |       | -0,67 % |